# 臺北市政府工務局
臺北市政府工務局（簡稱工務局），是臺北市政府所屬的一級機關。本局原有內部各課，其職掌為：第一課主管總務，第二課主管土木工程，第三課主管都市計畫，第四課主管公有建築物之營繕工程。1951年11月增設建築管理課，編制員額65人，奉行政院「臺（五十六）人字第四一五六號令」改為直轄市工務局。現工務局下有局本部和水利工程處、新建工程處、公園路燈工程管理處、衛生下水道工程處、大地工程處共5處；局本部下則有6室和5科，分別是政風室、人事室、統計室、會計室、秘書室、資訊室、品管及勞安科、採購管理科、公園大地科、水利科和土木建築科。

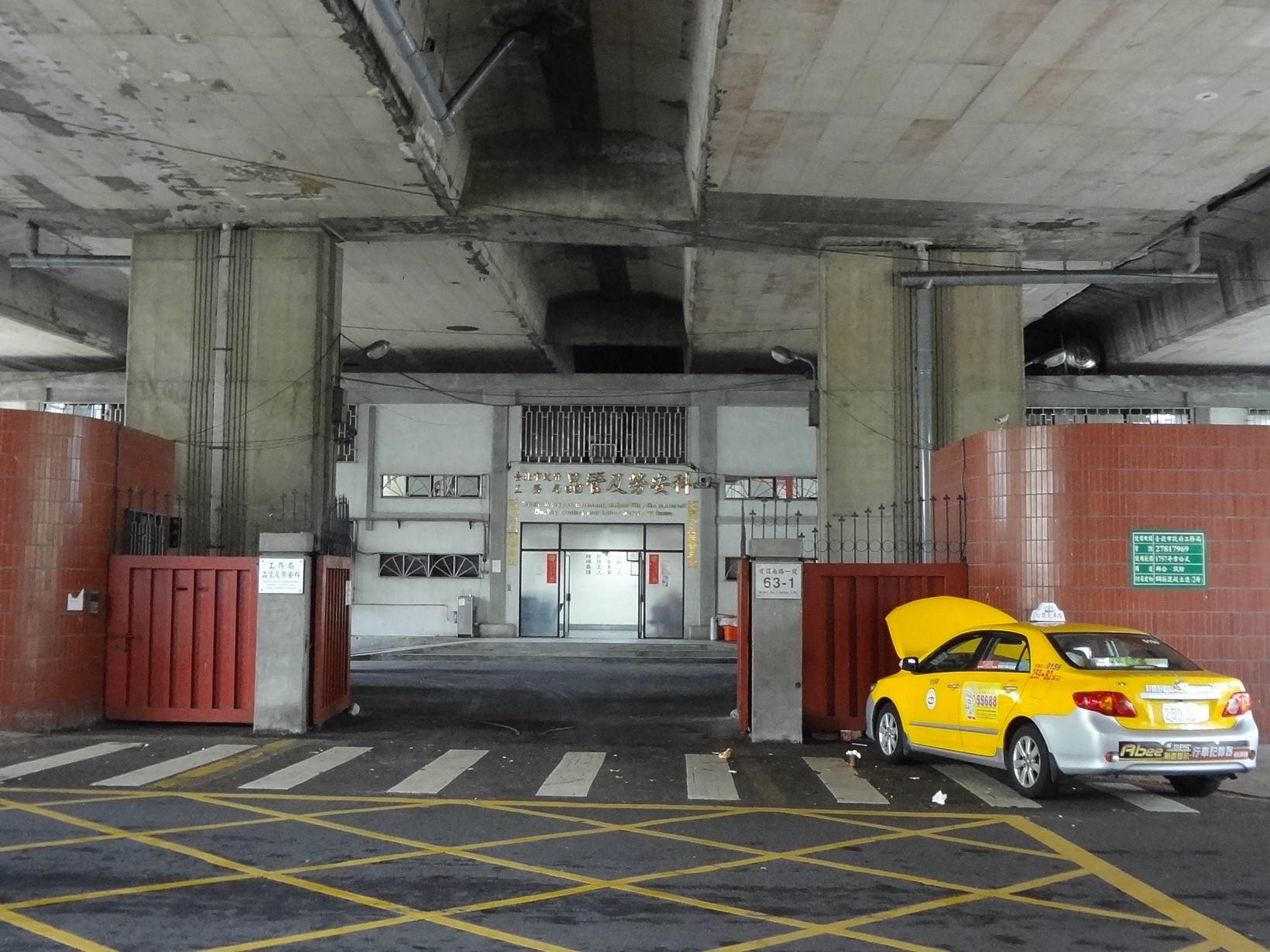
臺北市政府工務局品管及勞安科

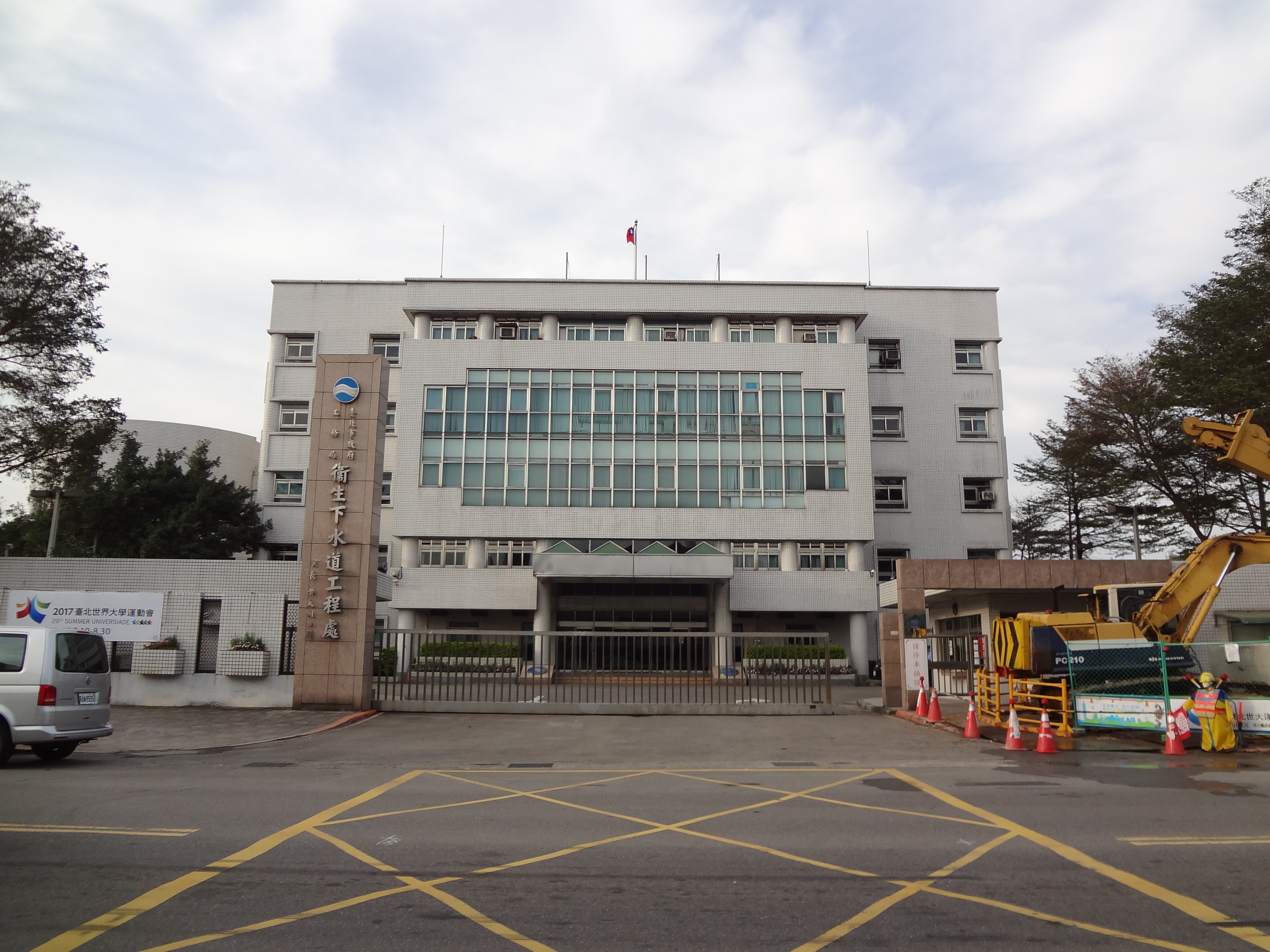
臺北市政府工務局衛生下水道工程處

## 歷史
- 1945年，臺北市役所土木課成立。
- 1945年10月，改為臺北市建設局。
- 1945年，建設局改為工務局，下分設四課、水源勘測隊及工程隊、下水道勘測隊、公園管理所等。
- 1950年成立水源勘測隊，至1958年工程完竣撤銷。
- 1963年10月，合併工程隊及下水道勘測隊，改設公共工程處。
- 1968年3月，成立新建工程處。
- 1968年6月，撤銷公共工程處與公園管理所，改設養護工程處。
- 1971年7月10日，成立公園路燈管理處。
- 1973年1月1日，工務局第二科都市規劃與測量業務獨立為工務局都市計畫規劃勘測大隊。
- 1977年1月30日，公園路燈管理處改為公園路燈工程管理處。
- 1996年，建置台北市道路挖掘管理系統。[1]
- 2006年8月1日，因應《建築法》修正，工務局建築管理處及工務局第二科業務改隸及移撥臺北市政府都市發展局，工務局建築管理處同時更名為「臺北市建築管理處」。
- 2012年1月18日，原隸臺北市政府產業發展局轄下的臺北市大地工程處改隸工務局，成為臺北市政府工務局大地工程處。
- 2015年7月1日，成立臺北市道路管線暨資訊中心[2]。

## 組織架構

### 局本部
- 局長
- 副局長
- 主任秘書

### 內部單位
- 土木建築科：綜合企劃及工程相關法規之制定，道路、橋梁、隧道與公共建築等相關工程之監辦及督導考核及其他有關事項。
- 水利科：辦理本局災害防救綜合業務、水利工程處與衛生下水道工程處之查核金額以上工程之監辦作業及所轄廠站營運督導管理作業、本府淡水河流域管理委員會幕僚作業、主管下水道及纜線附掛法規修訂與核釋、專案執行及交辦事項等綜合業務及其他有關事項。
- 公園大地科：督導本局公園路燈工程處、大地工程處業務及制（修）訂、核釋公共工程拆遷、勘估、補償、安置、整建等相關法規與其他有關事項。
- 採購管理科：有關本府採購法規及採購契約、投標須知等招標文件範本之訂定、修訂、疑義釋示、諮詢及契約協助審查與教育訓練，本府採購稽核之事務及廠商檢舉、民意關切及媒體報導等採購案之處理，本府各一級機關查核金額以上採購案之監辦業務，本府各機關採購內部控制之稽查作業，本府公共工程督導會報之採購稽核幕僚業務，本府採購發包中心幕僚業務及其他有關事項。
- 品管及職安科：辦理本府公共工程施工之查核、本局工程材料試驗及其他有關事項。
- 道路挖掘管理中心：辦理本市道路挖掘暨路面修復工程之規劃、設計與施工管理、管線機關（構）管線與附屬設施物之施工管理，管線圖資資料庫建置更新管理維護業務及臺北市道路基金統籌運用辦理路面修復相關工程規劃等事項。
- 聯合採購發包中心 （页面存档备份，存于）：代辦公共工程、勞務、財物採購之招標、決標程序與採購之研議、核准、監辦、督導、諮詢等事項及本府各機關採購人員之採購專業實習訓練。
- 資訊室：研擬年度資訊推展計畫、資訊管理、電腦設備購置、電腦軟硬體維護、電腦教育訓練、本局所屬處資訊設施維護管理之督導、本局所屬各處資訊業務之督導及其他有關事項。
- 秘書室：辦理研考、文書、事務、出納及其他有關事項。
- 會計室：辦理本局及督導所屬工程處預算、會計業務。
- 統計室：依法辦理統計及其他有關事項。
- 人事室：辦理人員任免遷調、考核獎懲、差勤管理、員工訓練、待遇福利、退休撫卹及其他有關事項。
- 政風室：負責政風法令之擬訂、政風法令之宣導、員工貪瀆不法之預防、發掘及處理檢舉事項、政風興革建議、政風考核獎懲建議、公務機密維護及其他有關政風事項。

### 二級機關
- 新建工程處
- 水利工程處
- 公園路燈工程管理處
- 衛生下水道工程處
- 大地工程處

## 歷任局長
| 任次 | 姓名   | 就職時間                       | 備註             |
| ---- | ------ | ------------------------------ | ---------------- |
| 1    | 劉阿才 | 1945年11月－1946年2月          |                  |
| 2    | 廖溫毅 | 1946年3月－1946年4月           |                  |
| 3    | 胡兆輝 | 1946年4月－1950年1月           |                  |
| 4    | 楊蘭洲 | 1950年2月－1954年6月           |                  |
| 5    | 楊金章 | 1954年6月－1954年11月          |                  |
| 6    | 黃千里 | 1954年11月－1956年1月          |                  |
| 7    | 林永倉 | 1956年1月－1956年12月          |                  |
| 8    | 莊耀   | 1956年12月－1957年6月          |                  |
| 9    | 林福老 | 1957年6月－1958年10月          |                  |
| 10   | 林永倉 | 1958年10月－1961年11月         |                  |
| 11   | 劉鼎文 | 1961年11月－1964年1月          |                  |
| 12   | 魏炳麟 | 1964年11月－1966年11月         |                  |
| 13   | 陳敏卿 | 1966年11月－1967年6月          |                  |
| 14   | 王章清 | 1967年7月－1969年3月12日       | 升格直轄市後首任 |
| 15   | 張孔容 | 1969年3月12日－1977年10月1日   |                  |
| 16   | 成堅   | 1977年10月1日－1983年3月1日    |                  |
| 17   | 徐德餘 | 1983年3月1日－1988年3月1日     |                  |
| 18   | 潘禮門 | 1988年3月1日－1991年7月23日    |                  |
| 19   | 曹友萍 | 1991年7月23日－1993年6月4日    |                  |
| 20   | 鄭茂川 | 1993年6月4日－1994年12月25日   |                  |
| 21   | 李鴻基 | 1994年12月25日－1997年2月15日  |                  |
| 22   | 許瑞峰 | 1997年2月15日－1998年12月25日  |                  |
| 23   | 李鴻基 | 1998年12月25日－2001年5月11日  |                  |
| 24   | 陳威仁 | 2001年5月11日－2002年12月25日  |                  |
| 25   | 陳威仁 | 2002年12月25日－2005年12月20日 |                  |
| 26   | 莊武雄 | 2005年12月20日－2006年12月25日 |                  |
| 27   | 倪世標 | 2006年12月25日－2008年5月20日  |                  |
| 28   | 黃錫薰 | 2008年5月20日－2009年7月14日   |                  |
| 29   | 陳晉源 | 2009年7月14日－2010年7月28日   |                  |
| 30   | 羅俊昇 | 2010年7月28日－2010年8月28日   | 代理局長         |
| 31   | 林建元 | 2010年8月28日－2010年12月25日  | 兼代局長         |
| 32   | 李咸亨 | 2010年12月25日－2012年6月15日  |                  |
| 33   | 劉國銘 | 2012年6月16日－2012年6月18日   | 代理局長         |
| 34   | 張培義 | 2012年6月19日－2014年12月24日  |                  |
| 35   | 彭振聲 | 2014年12月25日－2019年3月17日  |                  |
| 36   | 林志峯 | 2019年3月18日－2022年12月24日  |                  |
| 37   | 黃一平 | 2022年12月25日－現任           |                  |

## 外部連結
- 臺北市政府工務局 （页面存档备份，存于）（中文）（英文）